# Zoé Kézako
Zoé Kézako är ett barnprogram som sändes i SVT till exempel inom ramen för Bolibompa, men även på jullovsmorgon. Programmet handlar om en tjej som ofta får problem med sina vänner på grund av sitt själviska beteende.